# Alpes de Berchtesgaden
Os Alpes de Berchtesgaden - Berchtesgadener Alpen em alemão -, do nome da cidade que lhe deu o nome Berchtesgaden, é um maciço montanhoso que se encontram na Baviera, Alemanha e nos Lander de Salisburgo, na Áustria. O ponto mais alto é o Hochkönig com 2941 m de altitude.

## Localização
Os Alpes de Berchtesgaden encontram-se na planície onde fica Salisburgo e têm a Nordeste os Montes de Salzkammergut, a Sul os Alpes xistosos de Salisburgo, a Sudoeste os Montes de Stein, e a Noroeste os Alpes de Chiemgau.

## SOIUSA
A Subdivisão Orográfica Internacional Unificada do Sistema Alpino (SOIUSA) dividiu os Alpes em duas grandes Partes: Alpes Ocidentais e Alpes Orientais, separados pela linha formada pelo  Rio Reno - Passo de Spluga - Lago de Como - Lago de Lecco.
Os Alpes setentrionais de Salisburgo são formados pelos Montes de Stein, Alpes xistosos de Salisburgo, e os Alpes de Berchtesgaden.

### Classificação SOIUSA
Segundo a SOIUSA este acidente geográfico é uma Sub-secção alpina com as seguintes características:
- Parte = Alpes Orientais
- Grande sector alpino = Alpes Orientais-Norte
- Secção alpina = Alpes setentrionais de Salisburgo
- Sub-secção alpina = Alpes de Berchtesgaden
- Código = II/B-24.III

## Galeria

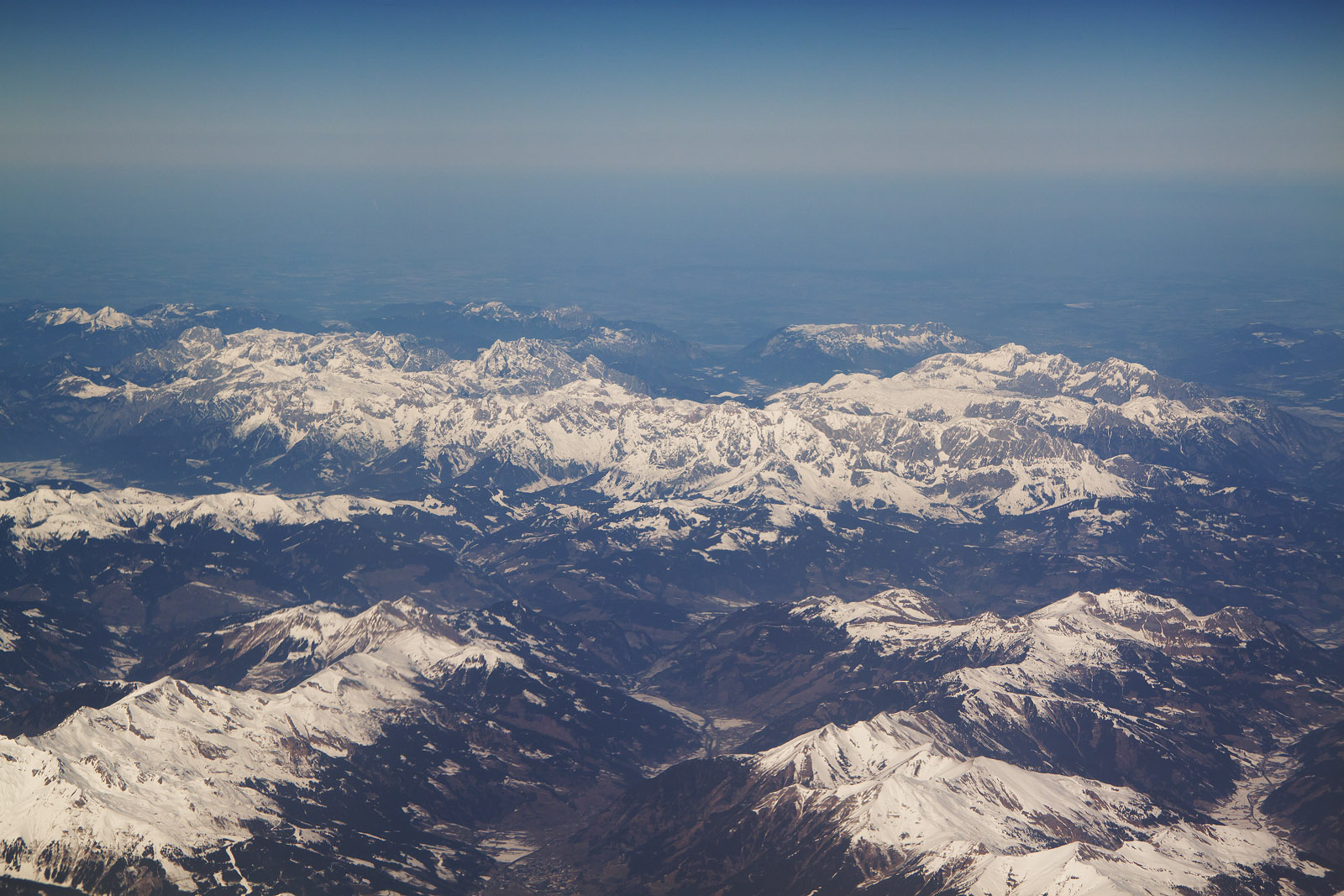
Alpes de Berchtesgaden vistos de uma altura de 10 mil metros.
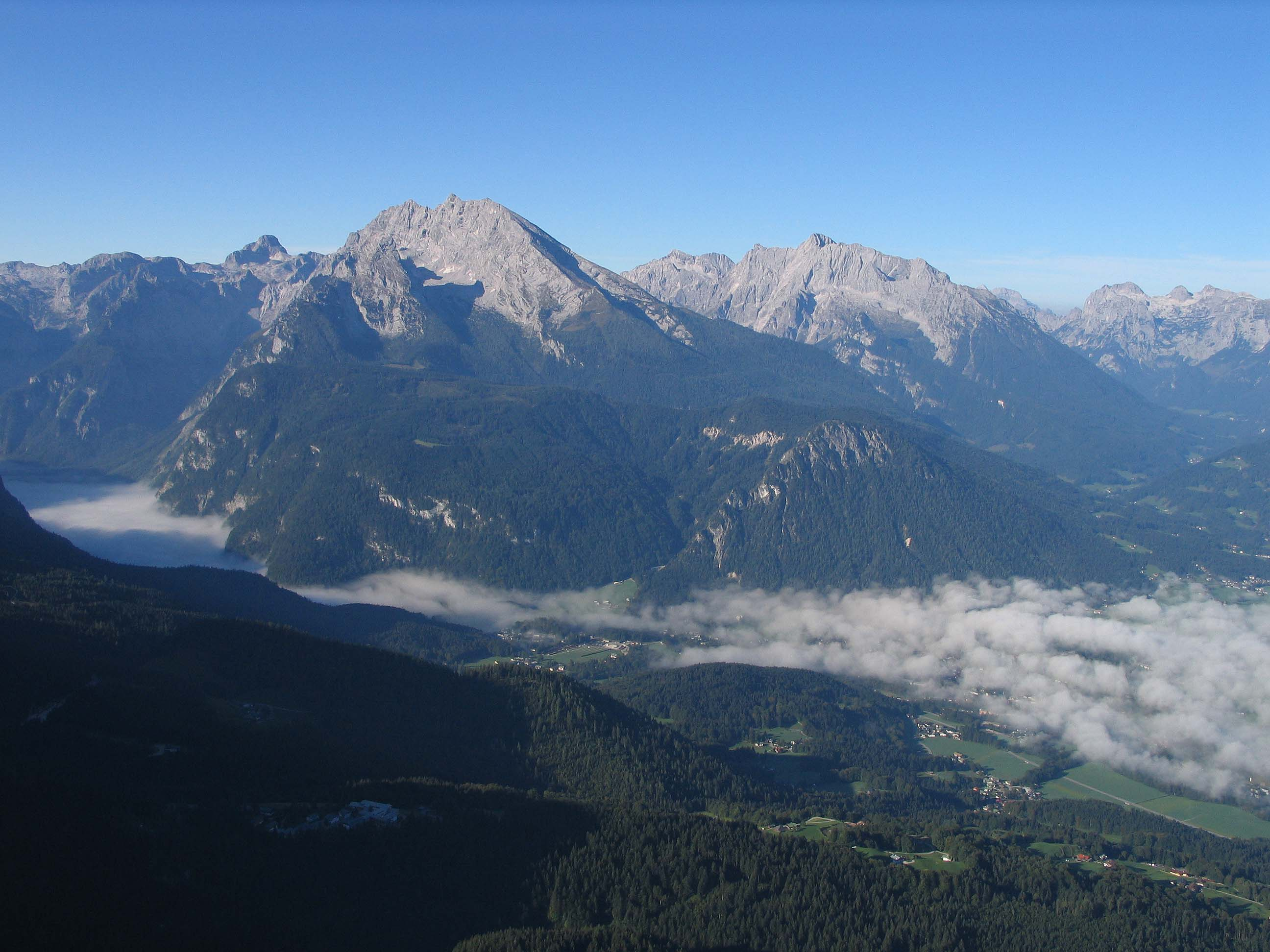
Vista do Kehlsteinhaus.
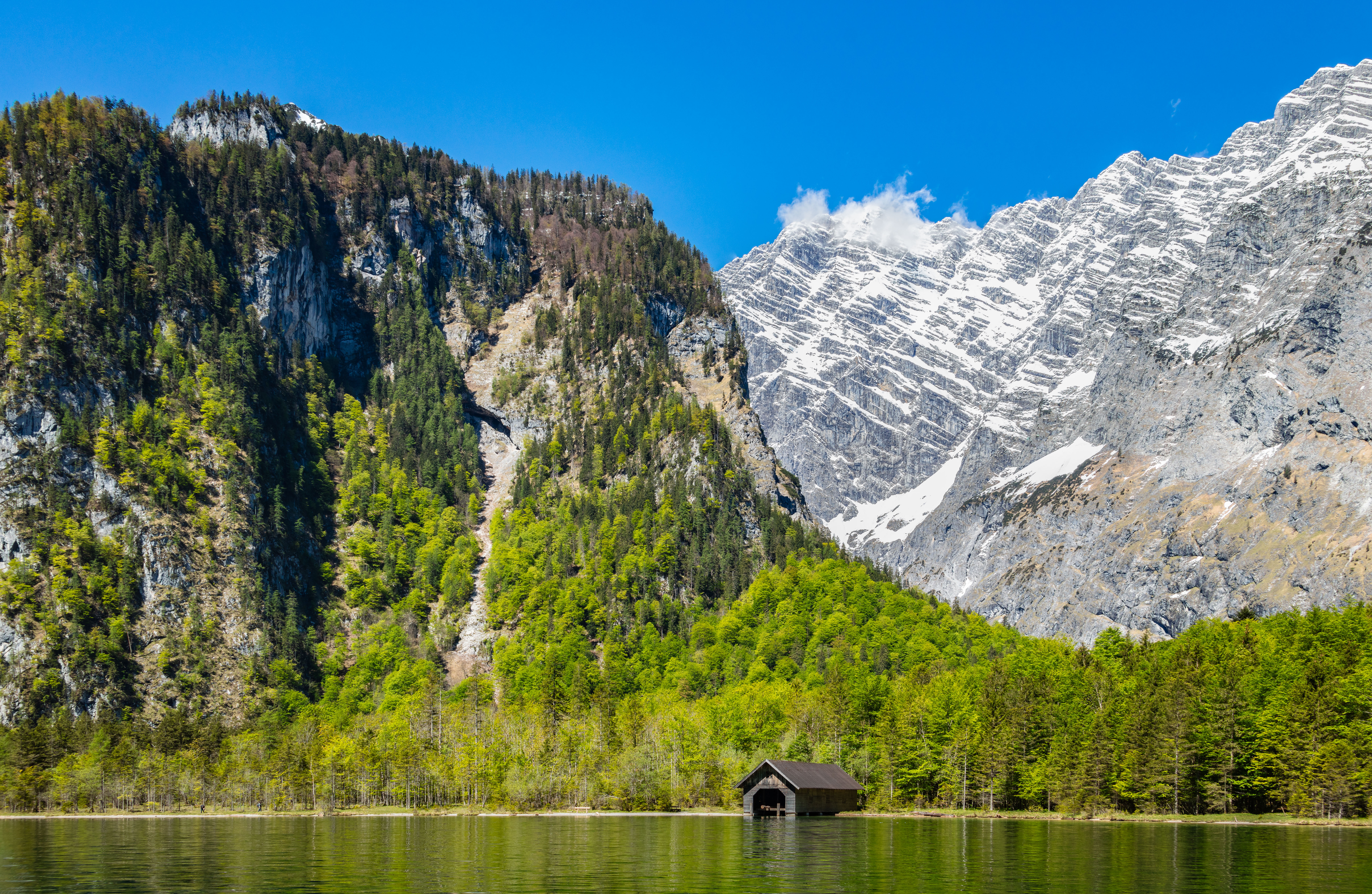
Vista do lago do Rei.
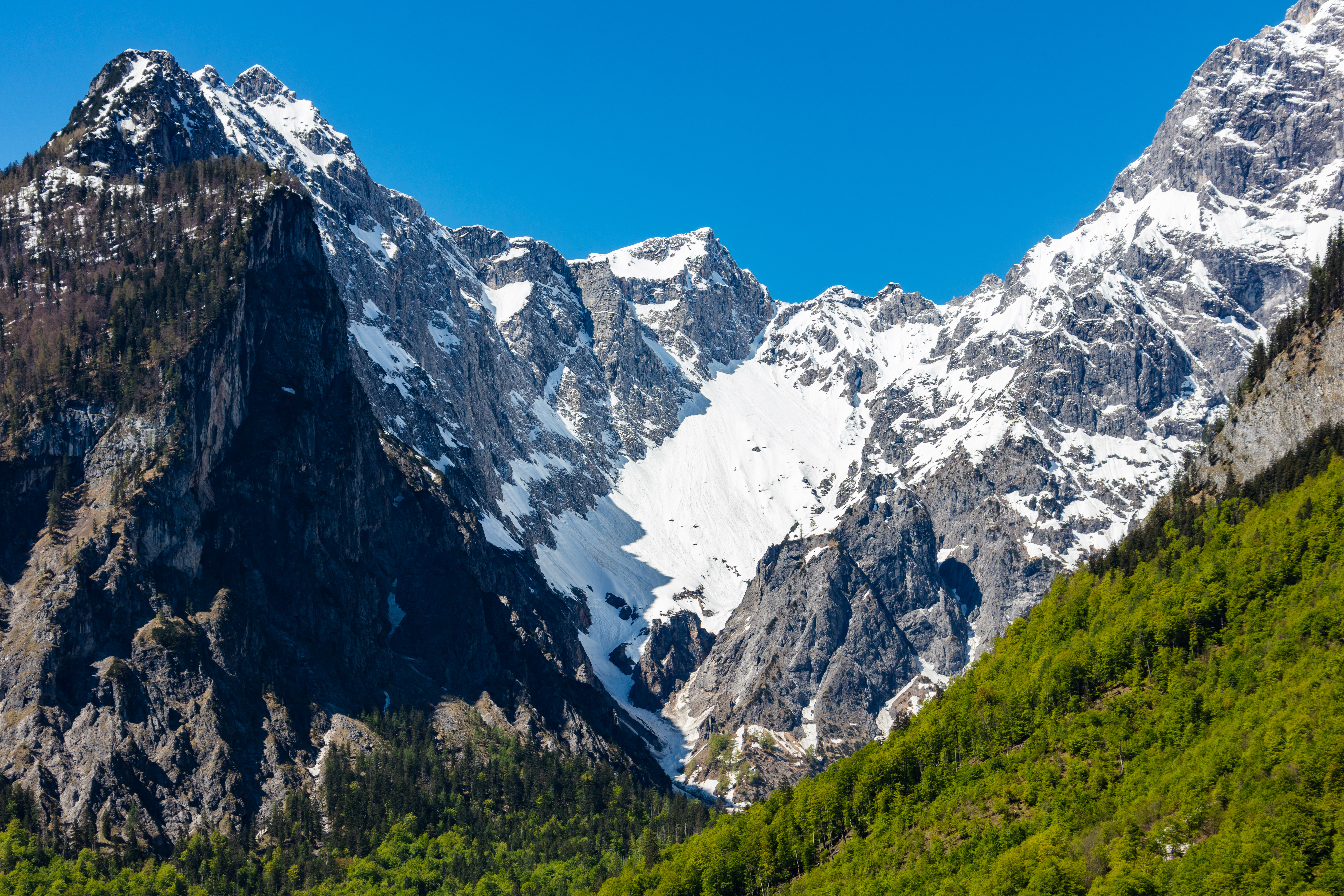
Detalhe.